# Rasbora dorsiocellata
Rasbora dorsiocellata és una espècie de peix de Malàisia i Indonèsia, de la família dels ciprínids i de l'ordre dels cipriniformes.
Poden assolir els 6 cm de longitud total.